# Pachnoda knirschi
Pachnoda knirschi är en skalbaggsart som beskrevs av Rigout 1984. Pachnoda knirschi ingår i släktet Pachnoda och familjen Cetoniidae. Inga underarter finns listade i Catalogue of Life.